# 소니 에릭슨 엑스페리아 레이
소니 에릭슨 엑스페리아 레이(Sony Ericsson XPERIA ray)는 소니 에릭슨이 출시한 안드로이드 기반 스마트폰이다. 2011년 10월 7일 대한민국에 SK텔레콤을 통해 출시되었다.